# Mariadol
Mariadol je osada severně od Kochánova u Světlé nad Sázavou. V minulosti byla pravděpodobně mlýnem na Pstružném potoce, který patřil k zaniklé vesnici Radkovec.

## Historie mlýna

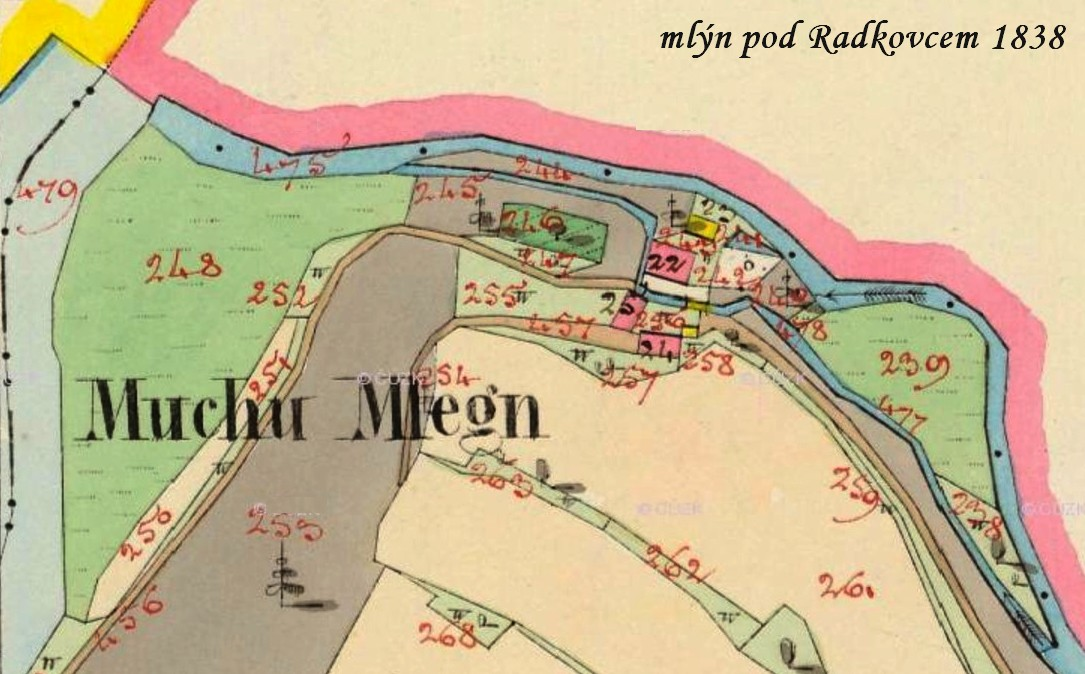
Muchův mlýn pod Radkovcem, mapa stabilního katastru z roku 1838

První nepřímá zmínka o mlýnu pod Lipničkou je z roku 1318. V listině benediktínského kláštera se praví: „Jaroslav, opat, Václav, převor, a konvent kláštera vilémovského prodávají za 45 kop gr. Markvartovi řečenému Černý a jeho ženě Domaslavě na dobu jejich života ves Lipničku s dvorem a řekou Sázavou s právem zřídit mlýn. Po jejich smrti vše připadne klášteru.“ S největší pravděpodobností se mohlo jednat o mlýn v dnešní osadě Mariadol. Další již ověřená zpráva o mlýně je z roku 1591. V tzv. Trčkovském urbáři je zmíněn ve vsi Radkovec mlynář Dušek a mlynář Havel, kteří platí „útrok o sv. Havlu a sv. Jiří“.
Další zmínka pochází ze Soupisu poddaných podle víry z roku 1651, kde se uvádí, že ve vsi Radkovci přebývá mlynář Jiřík Moucha se svojí matkou Mandalínou. Další zmínka je z Berní ruly z roku 1654. Uvádí se, že v obci Radkovci je mlynář Jiřík Mucha vlastnící mlýn o 1 kole.
Tereziánský katastr z roku 1757 se o mlýnu zmiňuje v souvislosti z Radkovcem, který v té době patřil ke statku v Nové Vsi (Neudorf). Uvádí se mlýn na stálé vodě o 1 kole, 4 stoupách a jedné olejně. V této době vlastnil mlýn rod mlynářů Muchů a podle nich se i tento mlýn nazýval Muchův mlýn pod Radkovcem. Po zavedení čísel popisných v roce 1770 bylo mlýnu přiděleno číslo 12 a bylo součástí obce Kochánov. Muchové vlastnili tento mlýn do roku 1793, posledním majitelem byl Karel Mucha.
Následujícím majitelem byl mlynář Vincenc Výborný a jeho syn Jan. V roce 1827 mlýn koupil mlynář Martin Pros. Jeho rod vlastnil i další mlýny v okolí. Prosové vlastnili mlýn do roku 1870, pak následovali mlynáři Jan Másilko a Jan Beránek. V roce 1896 koupil mlýn majitel františkodolské sklárny Vojtěch Bárta, který hodlal mlýn přestavět na brusírnu skla. Od svého záměru po čase ustoupil a majitelem mlýnské budovy se stal v roce 1915 MUDr. Otakar Duffek ze Světlé nad Sázavou. Dle sčítání lidu z roku 1921 byl mlýn ještě provozován a nájemcem byl mlynář Josef Müller z Bosyně na Mělnicku. On také mlýn v roce 1925 koupil.

## Historie osady po zrušení mlýna
Následujícím majitelem mlýna byl od roku 1931 Ferdinand Trnka, spolumajitel textilní továrny v Humpolci. Koncem roku 1931 došlo ke zřícení mostu přes řeku Sázavu následkem přetížení vozíků vlečkové dráhy lomovým kamenem. Následně byl zřízen samoobslužný přívoz několik desítek metrů od zříceného mostu směrem po proudu. Po roce 1947 bylo nataženo přes řeku lano a na každém břehu byla jedna loďka. Přívoz byl v provozu až do poloviny 50. let 20. století, kdy jej nahradil nový lanový most.
Od roku 1934 se začala psát nová historie již bývalého mlýna. Budovu koupil Čeněk František Císař a mlýn byl přebudován na brusírnu skla. V roce 1937 postoupil majetková práva na brusírnu skla svému bratru Jaroslavovi. Kromě budovy bývalého mlýna byly v osadě další tři domy, ve kterých bydlelo několik rodin brusičů skla německé národnosti. Po druhé světové válce se postupně odstěhovali, nebo byli odsunuti. V roce 1948 byla na mariadolskou brusírna vyhlášena národní zpráva a roku 1950 byla sloučena ze sklárnou ve Františkodole.
Po roce 1954 se přestalo v mariadolské brusírně brousit a zaměstnanci přešli do sklárny ve Františkodole. V roce 1967 byla v bývalé brusírně skla zřízena a provozována praxe sklářských učňů v rámci nově vznikajícího sklářského učiliště ve Světlé nad Sázavou. V sedmdesátých letech 20. století bylo v Mariadole kromě budovy bývalého mlýna ještě 6 domů, kde bydleli vesměs skláři.